# Amfibol
Til amfiboler (af græsk amfibolos, tvetydig) eller hornblende-mineralerne hører et stort antal mineraler, som uagtet, at de tilhører forskellige krystalsystemer, har iøjnefaldende lighed i krystalform og alle spalter let efter et firsidet prisme, med spalteretninger 56° og 124°. Også i hårdhed (5,5-6), vægtfylde (2,9-3,3) og forekomstmåde viser de stor overensstemmelse. I kemisk sammensætning har de alle det til fælles, at et metasilikat, RSiO3 (hvor "R" kan være magnesium (Mg), calcium (Ca) eller jern (Fe)), kan betragtes som den væsentligste eller eneste bestanddel; men i mange typer indgår tillige aluminiumoxid, alkalier og lignende, som gør sammensætningen indviklet. Hele rækken af denne gruppes mineraler danner en parallelrække til pyroxenerne.
Efter krystalformen opdeles amfiboler i to grupper: orthorhombiske og monokline amfiboler.

## Orthorhombiske amfiboler
Antofyllit, et jern-, magnesiuminosilikat (Mg,Fe)SiO3, forekommer i brune, stænglede eller strålede masser i krystallinske skifre, blandt andet ved Kongsberg og Moduin i Norge, ved Upernavik i Grønland. Gedrit indeholder foruden de nævnte bestanddele aluminiumoxid og forekommer på lignende måde.

## Monokline amfiboler
Hertil hører:
1. amfibol eller hornblende i videre forstand, det vigtigste af gruppens mineraler, inden for hvilket man igen adskiller en række underarter. Tremolit (grammatit) består af magnesium- og calciumsilikat (CaMg3Si4O12); den er farveløs eller grå og forekommer især i stænglede og trådede masser i dolomit og kalksten, særlig smukt ved Campolongo i Kanton Tessin. Aktinolit eller strålsten er lys- indtil mørkegrøn og adskiller sig kemisk fra foregående ved at indeholde noget jern i stedet for magnesium; i smukke, klare, i talk siddende stængler findes den i Zillertal i Tyrol; i strålede og trådede former er den meget udbredt. En varietet af strålsten er nefrit, ligeså asbest og smaragdit, hvilken sidste er tyndbladet, græsgrøn og opstået ved omdannelse af diallag i gabbro; det såkaldte Verde di Corsica duro er smaragdit. Cummingtonit (fra Massachusetts, Kongsberg) og dannemorit (fra Dannemora) kan betragtes som særlig jernrige strålstenvarieteter, richterit (halvklar, brun eller rødlig, fra Pajsberg og Långban i Sverige) som en mangan- og alkaliholdig strålsten. Nær sidstnævnte står breislakit (mørkebrun, hårformet, fra Vesuv og Capo di Bove i Italien). Medens de hidtil omtalte er aluminiumsfri, er edenit og almindelig hornblende (hornblende i snævreste forstand) aluminiumsholdige med 5-15 % Al2O3. De kan opfattes som blandinger af strålstensilikatet Ca(Mg,Fe)3Si40±2 med forbindelserne CaMg2Al2Si3O12 og Na2Al2Si4O12. Edenit har bleg, oftest grøn farve; den langt mere udbredte almindelige hornblende skylder sin mørke farve til et indhold af jerntveilte, der indgår i stedet for en del af aluminiumoxiden. Den almindelige hornblende er sort eller sortgrøn, dog er pulverfarven lys; hårdheden er 5½ – 6, vægtfylden 3,1-3,3. Krystallerne er oftest kortprismatiske. Den er en væsentlig bestanddel af mange eruptivbjergarter (hornblendegranit, syenit, diorit) og krystallinske skifre (gnejs, hornblendeskifer). Den synes næsten altid at være dannet i nogen dybde under jordoverfladen, hvor trykket har været betydeligt. Den forvitrer langsomt under atmosfærens indvirkning og kan derved give anledning til dannelsen af epidot, klorit, serpentin, kalkspat og andre hornblendekrystaller findes ved Arendal og mange andre steder i Skandinavien. Den basaltiske hornblende danner kulsorte, korte, oftest afrundede prismer; den forekommer af og til i andesit, trakyt og basalt. En titanholdig hornblende er kaersutit fra Umanak-fjorden i Grønland.
2. Glaukofan eller gastaldit, blågrå indtil rent blå, trådet eller stænglet, er et silikat af overvejende aluminiumoxid og natriumoxid: NaAlSi2O6 med noget (Mg,Fe)SiO3; den forekommer som væsentlig bestanddel i visse skifere, glaukofanskifer, fx på øen Syra, og findes mange steder underordnet i andre krystallinske skifre.
3. Riebeckit, Na2Fe2+3Fe3+2Si8O22(OH)2, er sort (blålig pulverfarve). Mineralet optræder hist og her som underordnet bestanddel i granit og syenit.
4. Arfvedsonit, Na3Fe2+4Fe3+Si8O22(OH)2, har kulsort ydre, men blå-grøn pulverfarve. Mineralet forekommer i Ilímaussaq-intrusionen ved Narsaq i Sydgrønland, hvor den kan træffes i henimod meterlange prismer; i ringe mængder findes den flere steder i Oslo-egnens granitter og syenitter. Barkevikit er en nærstående art med brun pulverfarve; den forekommer blandt andet ved Langesund-fjorden i Norge.

## Trikline inosilikater
Hertil hører ænigmatit (cossyrit) (Na,Ca)4(Fe++,Ti,Mg)12Si12O40, hvis krystaller i opførsel ligner hornblende, men afviger fra alle de andre af gruppens mineraler derved, at vinklen mellem spaltningsretningerne er 66°. Den er sort med rødbrunt pulver. I anselige krystaller findes den sammen med arfvedsonit i Grønland.